# Bruchomorpha nodosa
Bruchomorpha nodosa är en insektsart som beskrevs av Doering 1940. Bruchomorpha nodosa ingår i släktet Bruchomorpha och familjen Caliscelidae. Inga underarter finns listade i Catalogue of Life.